# Herkules I av Monaco
Herkules I av Monaco, född 1562, död 1604, var en monark (herre) av Monaco från 1589 till 1604. 